# Zbigniew Kwiatkowski (biolog)
Zbigniew Adam Kwiatkowski (ur. 1929, zm. 2001) – polski biolog, profesor nauk przyrodniczych.

## Życiorys
W 1954 r. ukończył studia biologiczne na Uniwersytecie Marii Curie-Skłodowskiej w Lublinie, w 1970 r uzyskał tytuł profesora nauk przyrodniczych. Pracował w Instytucie Mikrobiologii na Wydziale Biologii Uniwersytetu Warszawskiego.